# Фаусбёлль, Вигго
Вигго Фаусбёлль (дат. Viggo Fausbøll; 22 сентября 1821, Хоув близ Лемвига — 3 июня 1908, Шарлоттенлунн, коммуна Гентофте, Ховедстаден) — датский учёный, востоковед, филолог, переводчик, педагог, специалист по языкознанию, индологии, мифологии. Доктор философских наук. 
Один из пионеров изучения языка Пали.

## Биография
С 1838 года обучался на богословском факультете Копенгагенского университета. Самостоятельно изучал санскрит, в 1843 году был награждён золотой медалью за работу о санскритском синтаксисе. Кандидат богословия (1847).
С 1878 по 1902 год — профессор индийской филологии в Копенгагенском университете.
В 1879 году по случаю 400-летия университета был удостоен звания почётного доктора университета Копенгагена. С 1888 года был членом Королевской прусской академии наук в Берлине. С 1890 года — почётный член Лондонского Азиатского общества. В 1892 году стал иностранным членом Баварской академии наук. Член Датской королевской академии наук.
Его версия «Дхаммапада», опубликованная в 1855 году послужил основой для первого перевода этой работы на английский язык. Эта работа является частью серии «Священные книги Востока», изданной Фридрихом Максом Мюллером.
Перевёл «Сутта-нипата», буддийскую каноническую книгу с пали
В 1866 году под псевдонимом В. Кристиансен издал в Копенгагене «Словарь уличного языка и так называемой ежедневной речи» (Ordbog over Gadesproget og saakaldt daglig Tale).

## Избранные труды
- The Dhammapada: Being a collection of moral verses in Pali (trans. in Latein) (Kopenhagen, 1855).
- Sutta-Nipata (Sacred Books of the East) (Oxford: Clarendon Press, 1881; und, London: Pali Text Society, 1885).